# 8236 Ґейнсборо
8236 Ґейнсборо (8236 Gainsborough) — астероїд головного поясу, відкритий 24 вересня 1960 року.
Тіссеранів параметр щодо Юпітера — 3,296.